# 974 Lioba
974 Lioba là một tiểu hành tinh bay quanh Mặt Trời.